# 운산군 묘역 및 신도비
운산군 묘역 및 신도비는 대한민국 경기도 하남시 초이동에 있다. 2003년 11월 21일 하남시의 향토유적 제6호로 지정되었다.

## 개요
세조가 직접 사서, 경서를 가르치고, 흥록대부, 흥록상전 종부시의 도제조에 이르렀다.